# Фабрицио Меони
Фабрицио Меони е италиански мотоциклетен състезател, член на заводския тим на КТМ за офроуд състезания.
Двукратен победител в Рали Париж-Дакар през 2001 и 2002 година.
Загива на 11 януари 2005 в 11-и етап на Рали Дакар.